# لئونارد ویلکینسن
لئونارد ویلکینسن (به انگلیسی: Leonard Wilkinson) بازیکن فوتبال زادهٔ ۱۵ اکتبر ۱۸۶۸ اهل انگلستان بود که سابقهٔ بازی در تیم ملی فوتبال انگلستان را در کارنامهٔ خود دارد. وی در تاریخ ۷ مارس ۱۸۹۱ تنها بازی ملی خود را در مقابل تیم ملی فوتبال ولز انجام داد.